# Leucospermum praecox
Leucospermum praecox är en tvåhjärtbladig växtart som beskrevs av Rourke. Leucospermum praecox ingår i släktet Leucospermum och familjen Proteaceae. Inga underarter finns listade i Catalogue of Life.